# Macrocera perpictula
Macrocera perpictula är en tvåvingeart som beskrevs av Edwards 1940. Macrocera perpictula ingår i släktet Macrocera och familjen platthornsmyggor. Inga underarter finns listade i Catalogue of Life.